# Idaea lobaria
Idaea lobaria är en fjärilsart som beskrevs av Pierre Chrétien 1909. Idaea lobaria ingår i släktet Idaea och familjen mätare. Inga underarter finns listade i Catalogue of Life.